# Dussumieria elopsoides
Dussumieria elopsoides is een straalvinnige vissensoort uit de familie van haringen (Clupeidae). De wetenschappelijke naam van de soort is voor het eerst geldig gepubliceerd in 1849 door Pieter Bleeker.